# Tour de California 2007
La 2.ª edición del Tour de California (oficialmente: Tour of California) se celebró en Estados Unidos entre el 18 y el 25 de febrero de 2007 e inició en la ciudad de San Francisco y finalizó en Long Beach en el estado de California. El recorrido consistió de un prólogo y de 7 etapas sobre una distancia total de 1029,1 km.
La carrera hizo parte del UCI America Tour 2006-2007 dentro de la categoría 2.HC y fue ganada por el ciclista estadounidense Levi Leipheimer del equipo Discovery Channel. El podio lo completaron el ciclista alemán Jens Voigt del equipo CSC y el ciclista estadounidense Jason McCartney del equipo Discovery Channel.

## Equipos participantes
Tomaron la partida un total de 18 equipos, 9 de categoría UCI ProTeam, 3 Profesionales Continentales, 5 Continentales y la selección de Estados Unidos.
| Equipo                             | Cód. UCI | Categoría               |
| ---------------------------------- | -------- | ----------------------- |
| Crédit Agricole                    | CA       | UCI ProTeam             |
| CSC                                | CSC      | UCI ProTeam             |
| Discovery Channel                  | DSC      | UCI ProTeam             |
| Gerolsteiner                       | GST      | UCI ProTeam             |
| Liquigas                           | LIQ      | UCI ProTeam             |
| Predictor-Lotto                    | OLO      | UCI ProTeam             |
| Quick Step-Innergetic              | QSI      | UCI ProTeam             |
| Rabobank                           | RAB      | UCI ProTeam             |
| T-Mobile Team                      | TMO      | UCI ProTeam             |
| Health Net-Maxxis                  | HNM      | Profesional Continental |
| Navigators Insurance               | NIC      | Profesional Continental |
| Slipstream-Chipotle                | TSL      | Profesional Continental |
| BMC Racing                         | BMC      | Continental             |
| Colavita-Sutter Home-Cooking Light | COL      | Continental             |
| Jelly Belly                        | JBC      | Continental             |
| Bissell Cycling                    | BPH      | Continental             |
| Toyota-United                      | TUT      | Continental             |
| Estados Unidos                     | USA      | Selección Nacional      |

## Etapas
| Etapa   | Fecha         | Recorrido                     | Km         | Ganador         | Líder           |
| Prólogo | 18 de febrero | San Francisco                 | 3,1 (CRI)  | Levi Leipheimer | Levi Leipheimer |
| 1.ª     | 19 de febrero | Sausalito - Santa Rosa        | 156,3      | Graeme Brown    | Levi Leipheimer |
| 2.ª     | 20 de febrero | Santa Rosa - Sacramento       | 186,4      | Juan José Haedo | Levi Leipheimer |
| 3.ª     | 21 de febrero | Stockton - San José           | 152,2      | Jens Voigt      | Levi Leipheimer |
| 4.ª     | 22 de febrero | Seaside - San Luis Obispo     | 213,4      | Paolo Bettini   | Levi Leipheimer |
| 5.ª     | 23 de febrero | Solvang - Solvang             | 23,4 (CRI) | Levi Leipheimer | Levi Leipheimer |
| 6.ª     | 24 de febrero | Santa Bárbara - Santa Clarita | 169,6      | Juan José Haedo | Levi Leipheimer |
| 7.ª     | 25 de febrero | Long Beach                    | 124,7      | Iván Domínguez  | Levi Leipheimer |

## Clasificaciones finales

### Clasificación general
| Posición | Ciclista             | Equipo               | Tiempo      |
| -------- | -------------------- | -------------------- | ----------- |
|          | Levi Leipheimer      | Discovery Channel    | 24h 57' 24" |
| 2.       | Jens Voigt           | Team CSC             | + 21"       |
| 3.       | Jason McCartney      | Discovery Channel    | + 54"       |
| 4.       | Bobby Julich         | Team CSC             | + 1' 06"    |
| 5.       | Stuart O'Grady       | Team CSC             | + 1' 16"    |
| 6.       | Christian Vandevelde | Team CSC             | + 1' 24"    |
| 7.       | Michael Rogers       | T-Mobile Team        | + 1' 32"    |
| 8.       | Ben Day              | Navigators Insurance | + 1' 38"    |
| 9.       | Franco Pellizotti    | Liquigas             | + 1' 41"    |
| 10.      | Ryder Hesjedal       | Health Net-Maxxis    | + 1' 57"    |

### Clasificación por puntos
| Posición | Ciclista        | Equipo          | Puntos |
| -------- | --------------- | --------------- | ------ |
|          | Juan José Haedo | Team CSC        | 44     |
| 2.       | Graeme Brown    | Rabobank        | 41     |
| 3.       | Thor Hushovd    | Crédit Agricole | 36     |

### Clasificación de la montaña
| Posición | Ciclista            | Equipo                | Puntos |
| -------- | ------------------- | --------------------- | ------ |
|          | Christophe Laurent  | Crédit Agricole       | 28     |
| 2.       | Jurgen Van de Walle | Quick Step-Innergetic | 25     |
| 3.       | Thomas Peterson     | Slipstream-Chipotle   | 16     |

### Clasificación de los jóvenes
| Posición | Ciclista        | Equipo              | Tiempo      |
| -------- | --------------- | ------------------- | ----------- |
|          | Robert Gesink   | Rabobank            | 25h 00' 14" |
| 2.       | Matthew Lloyd   | Predictor-Lotto     | + 41"       |
| 3.       | Thomas Peterson | Slipstream-Chipotle | + 53"       |

### Clasificación por equipos
| Posición | Equipo            | Tiempo      |
| -------- | ----------------- | ----------- |
|          | Team CSC          | 74h 54' 41" |
| 2.       | Discovery Channel | +2' 19"     |
| 3.       | T-Mobile Team     | +3' 20"     |